# Єременко Валентин Никифорович
Валентин Никифорович Єременко (30 липня (12 серпня) 1911, с. Кремінна, тепер місто Луганської області — 31 жовтня 1992) — український радянський фізико-хімік і матеріалознавець, доктор хімічних наук — (з 1961), академік АН УРСР (з 1969), заслужений діяч науки УРСР (з 1974).

## Життєпис
Закінчив (1936) Харківський університет, викладав у вишах Харкова. В 1940—1952 роках працював у НДІ чорної металургії. З 1952 року — в Інституті проблем матеріалознавства АН УРСР; одночасно (з 1944) викладає в Київському університеті.
Основні праці — з фізичної хімії дисперсних систем і поверхневих явищ, хімічної термодинаміки та гетерогенних рівноваг; зокрема, провів дослідження титану та його сплавів, розробив теорію змочування рідкими металами поверхні твердих тіл, побудував діаграми стану багатьох подвійних і потрійних металевих систем.
Помер у Києві 31 жовтня 1992 року, похований на Байковому цвинтарі.

### Родина
Батько хіміка Бориса Єременка (нар. 1938) та фізика Віктора Єременка (1932—2017).

## Нагороди
Нагороджений 2 орденами Трудового Червоного Прапора. Премія ім. Є. О. Патона АН УРСР. 1973.
Тричі лауреат Державної премії України в галузі науки і техніки (1975, 1985, 1991).